# Pęczyna wodna
Pęczyna wodna, selery wodne (Helosciadium inundatum W.D.J. Koch) – gatunek roślin należący do rodziny selerowatych.

## Rozmieszczenie geograficzne
Występuje w Europie zachodniej. W Polsce rósł w okolicach Szczecina i Kołobrzegu.

## Morfologia
ŁodygaZanurzona w wodzie, do 150 cm długości.
LiścieLiście wodne 2-3-krotnie pierzaste z nitkowatymi łatkami, liście górne pierzaste z łatkami klinowatymi.
KwiatyBiałe, zebrane w 2-3 baldaszki, te z kolei zebrane w baldach złożony, bez pokryw. Pokrywki trójkątnie lancetowate.
OwocPodłużnie elipsoidalny, o długości 2,5 mm.

## Biologia i ekologia
Bylina, hydrofit. Kwitnie w czerwcu i lipcu.

## Zagrożenia i ochrona
Gatunek umieszczony na Czerwonej liście roślin i grzybów Polski (2006) i na obszarze Polski uznany za wymarły (kategoria zagrożenia EX). W wydaniu z 2016 roku otrzymał kategorię RE (wymarły na obszarze Polski). Znajduje się także w Polskiej Czerwonej Księdze Roślin w kategorii EX.